# Carlton County
Carlton County er et county i den amerikanske delstat Minnesota. Amtet ligger i den østlige del af delstaten og grænser op mod St. Louis County i nord, Pine County i syd og mod Aitkin County i vest. Amtet grænser også op til delstaten Wisconsin i sydøst.
Carlton Countys totale areal er 2.267 km² hvoraf 39 km² er vand. I 2000 havde amtet 31.671 indbyggere. Amtets administrationscentrum ligger i byen Carlton. 
Amtet har fået sit navn efter Reuben B. Carlton. 